# Lefke
Lefke (Grieks: Λεύκα, Lefka) is een stad in Cyprus, met uitzicht op de Baai van Morfou. De facto staat Lefke onder de controle van Noord-Cyprus. De gemeente telde in 2011 ongeveer 11.091 inwoners, waarvan er 3.009 in de stad wonen.
Lefka staat bekend om zijn citrusvruchten en kopermijnen. Het is de vestigingsplaats van de Europese Universiteit van Lefke.
Tijdens de Venetiaanse periode in Cyprus werd Lefke gedomineerd door katholieken van Italiaanse afkomst. Tijdens de Ottomaanse tijd emigreerden veel Turken naar Lefke.
De stad herbergt het graf van Nazim al-Haqqani, geestelijk hoofd van de Haqqani-tak van de Naqshbandi Soefi-orde.